# Proyecto Nordeste
Proyecto Nordeste (Progetto NordEst) (PNE) es un partido político italiano de ideología regionalista véneta, federalista y libertaria, que reclama una mayor autonomía, e incluso la independencia del Véneto.

## Historia
El partido fue fundado en junio de 2004 por Giorgio Panto, junto con los antiguos miembros de la Liga Véneta-Liga Norte y los antiguos miembros de la Liga Fronte Veneto, en particular Mariangelo Foggiato y Ettore Beggiato. Panto había sido de la Liga Norte, pero se distanció de ésta al considerarla demasiada moderada y centrada en Lombardía.
El PNE obtuvo un 5,4% de los votos en las elecciones regionales de 2005, logrando dos miembros del Consejo Regional de Véneto, mientras que Giorgio Panto, que era candidato a la presidencia, tuvo un 6,0% (16,1% en la provincia de Treviso). El objetivo clave del partido es conseguir para la región del Véneto el estatuto de región especial.
En las elecciones generales de 2006 el partido obtuvo el 2,7% de los votos en el Véneto y del 0,7% en Friuli-Venecia Julia para la Cámara de Diputados, mientras que la lista para el Senado, encabezada por Panto, no fue más allá del 3,5%. En las elecciones provinciales de Treviso, el PNE logró el 10,8% de los votos.
Tras la repentina muerte en un accidente de helicóptero de Giorgio Panto el 26 de noviembre de 2006, el futuro del partido, que era muy dependiente de su liderazgo, personalidad y carisma, estuvo en riesgo. Aunque a priori pareció que se presentaría junto al Pueblo de la Libertad y la Liga Véneta-Liga Norte en las elecciones generales de 2008, pero finalmente PNE decidió no presentar ninguna lista, lo que ayudó a la Liga Véneta a obtener el 27,1% de los votos.
En octubre de 2008, el PNE firmaron un pacto de coalición con la Liga Véneta Republicana (LVR) (que pronto abandonó la alianza) y el Acuerdo Veneciano (IV) para las futuras elecciones municipales, provinciales y regionales "con el fin de proporcionar una representación adecuada a los venecianos, en línea con lo que sucede en Europa, desde Escocia a Cataluña, del País de Gales a Bretaña, donde partidos federalistas, autonomistas y independentistas, que resoponden únicamente por su territorio, ver crecer su apoyo popular".
En noviembre de 2008 Diego Cancian, uno de los dos diputados regionales PNE, dejó el partido por desacuerdos con Foggiato y crea su propio partido, el Foro de los Venecianos. 
Para las elecciones regionales de 2010 el partido finalmente decidió apoyar a Antonio De Poli, de la Unión de los Demócratas Cristianos y de Centro (UDC), a la presidencia bajo la bandera de la Unión Nordeste (UNE), junto con UNE, LVR y IV. La lista obtuvo sólo el 1,5% de los votos, pero Mariangelo Foggiato (PNE) fue reelegido para el Consejo. 
En las elecciones provinciales de 2011 de Treviso UNE alcanzó sólo el 2,4% de los votos, perdiendo PNE todos sus consejeros provinciales.